# Intertítulo

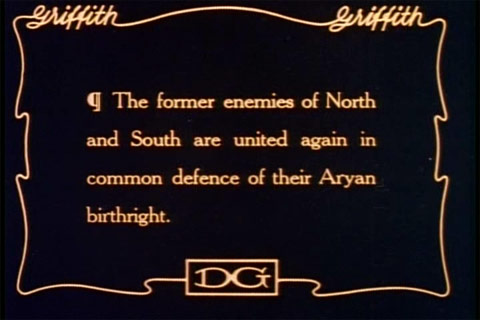
Intertítulo no filme O Nascimento de uma Nação (1915), de D. W. Griffith.

Nas imagens em movimento, o intertítulo (também conhecido como cartão de título) é uma sequência de texto filmado que visa complementar as informações que se passam durante a exibição do filme mudo, frequentemente usado para transcrever o diálogo dos personagens. O recurso quase desapareceu com o advento do cinema falado/sonoro (en). No entanto, atualmente é utilizado para efeitos artísticos para indicar a localização no tempo e no espaço da ação.
A primeira cerimônia do Oscar em 1928, houve a categoria de "melhores intertítulos". O roteirista e editor norte-americano Joseph W. Farnham foi o primeiro e o único a ganhar o Oscar nesta categoria para três filmes, The Fair Co-Ed (1927), Telling the World (1928) e Laugh, Clown, Laugh (1928)